# عبداللطیف عصمان
عبداللطیف عصمان (عربی: عبد اللطيف عصمان؛ زادهٔ ۲۰ نوامبر ۱۹۶۸) بازیکن فوتبال اهل الجزایر بود.
از باشگاه‌هایی که در آن بازی کرده‌است می‌توان به باشگاه فوتبال مولودیه وهران اشاره کرد.
وی همچنین در تیم ملی فوتبال الجزایر بازی کرده‌است.